# Дамар (област)
Дамар е една от 19-те области на Йемен. Площта ѝ е 7600 км², а населението ѝ е 1 649 400 жители (по оценка от 2012 г.). Разделена е на 12 окръга. Разположена е в часова зона UTC+3. Официален език е арабският.